# Drosophila panamensis
Drosophila panamensis är en tvåvingeart som beskrevs av John Russell Malloch 1926. Drosophila panamensis ingår i släktet Drosophila och familjen daggflugor.
Artens utbredningsområde är Panama.